# La Europa de los celtas
La Europa de los celtas (título original en francés: L'Europe des Celtes) es una monografía ilustrada sobre la historia de los celtas. La obra es el 25.º volumen de la colección «Biblioteca de bolsillo CLAVES», escrita por la celtóloga francesa Christiane Éluère, y publicada por la editorial barcelonesa Ediciones B en 1999. La edición original en francés fue publicada por la editorial parisina Éditions Gallimard en 1992, en colaboración con la Réunion des musées nationaux, como el 158.º volumen de su colección enciclopédica «Découvertes Gallimard». Según el arqueólogo alemán Ferdinand Maier, este «pequeño libro de Christiane Éluère está dirigido a un público que tiene un creciente "interés visual" en las culturas antiguas y similares».

## Sinopsis
Christiane Éluère narra más de medio milenio de la historia de los celtas con un enfoque arqueológico, desde aproximadamente el siglo IX a. C. hasta el siglo I d. C., y la supervivencia de su cultura en los pueblos isleños, que finalmente renació en el arte del cristianismo celta.

## Contenido

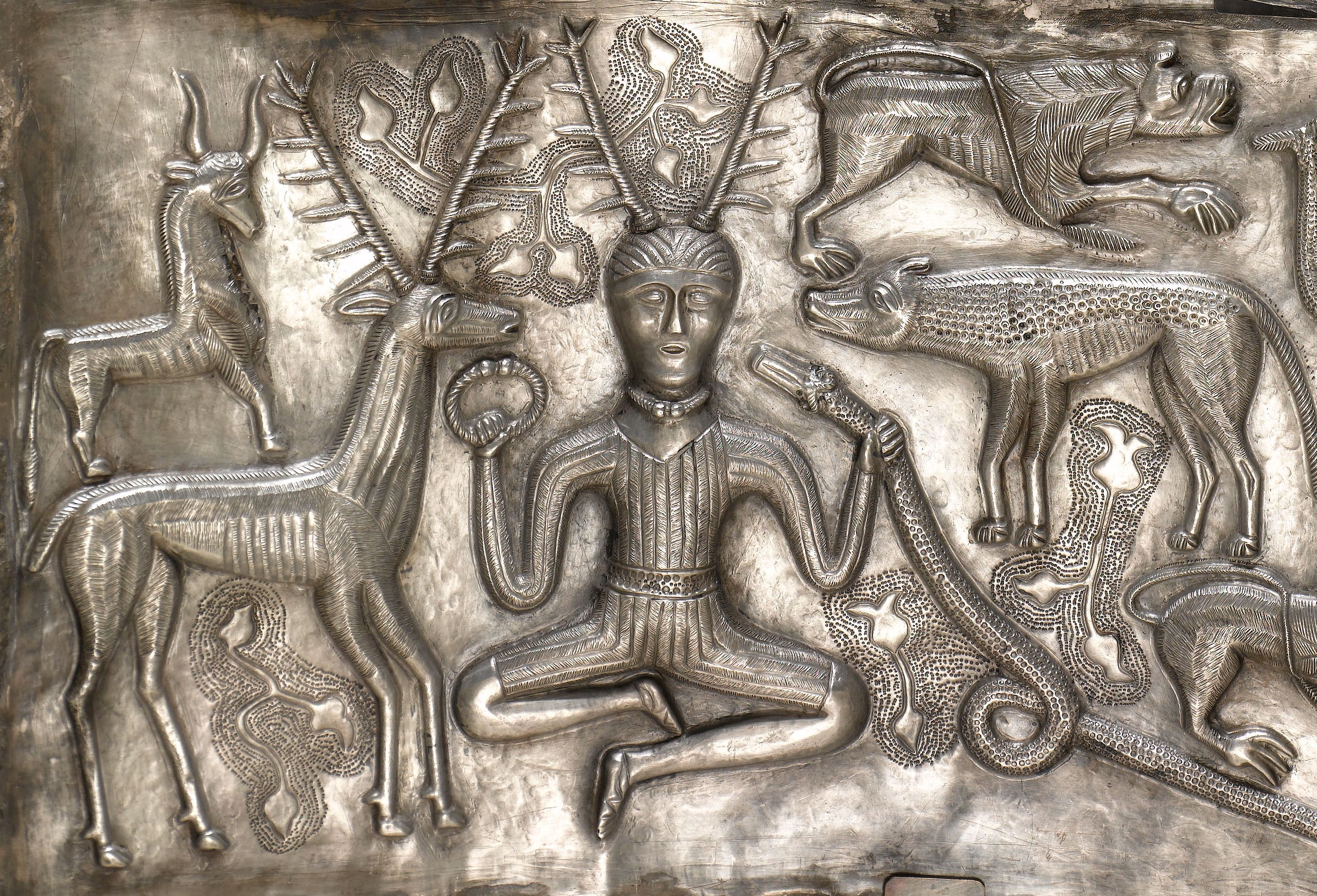
Detalle de la placa interior A del caldero de Gundestrup, presentado en la cubierta de la edición en español.

El libro se abre con una serie de máscaras de bronce y rostros antiguos tallados en piedra desde el siglo VII a. C. hasta el siglo I d. C. (pp. 1–9), que fueron descubiertos en Francia, Austria y Bohemia. El cuerpo del texto se divide en seis capítulos:
- Capítulo I: «Nacimiento de una aristocracia guerrera» (pp. 13–27)
- Capítulo II: «Esplendor de los primeros príncipes celtas» (pp. 29–49)
- Capítulo III: «Los celtas, a la conquista del mundo» (pp. 51–77)
- Capítulo IV: «Los celtas frente al gigante romano» (pp. 79–101)
- Capítulo V: «El mundo de los dioses» (pp. 103–119)
- Capítulo VI: «Memorias celtas» (pp. 121–127)

La sección «testimonios y documentos» está compuesta por una antología que profundiza en textos más especializados y autores relevantes sobre múltiples aspectos de los celtas, incluida una introducción a la homosexualidad entre los antiguos celtas.
1. El país de los celtas en el mapa del mundo antiguo (p. 130)
2. Retrato típico de un antepasado del homo europeanus (p. 134)
3. Sociedad y vida privada (p. 138)
4. Lenguas y escritura en la cultura celta (p. 144)
5. ¿Fueron los celtas guerreros sanguinarios? (p. 148)
6. Los druidas (p. 154)
7. El oro de los celtas (p. 160)
8. ¿Fue Vercingétorix el último héroe celta? (p. 164)

- Anexos (p. 168)

## Recepción
Sarah Anderson escribió en su libro Anderson's Travel Companion: «[El libro] es conciso, está bien ilustrado y está repleto de información.»
Según la opinión de un(a) reseñador(a) de la Encyclopédie de l'Arbre Celtique, es «buen libro, muy bien ilustrado. Sin embargo, podemos lamentar el uso casi abusivo de ejemplos, en detrimento de la generalización, de una idea global del modo de vida celta...»
En su sección de reseñas, la revista de arqueología Minerva hizo una reseña positiva del libro: «El libro recorre un camino muy trillado, que nos lleva desde el final de Hallstatt Fürstensitze ("asentamientos principescos") hasta el desarrollo y la difusión de la cultura de La Tène en Europa y el surgimiento del poder romano. [...] La presente versión se adhiere estrechamente al original y en una excelente traducción conserva la fluida y elegante calidad del francés original.»